# Convolvulus natalensis
Convolvulus natalensis är en vindeväxtart som beskrevs av Johann Jakob Bernhardi. Convolvulus natalensis ingår i släktet vindor, och familjen vindeväxter. Inga underarter finns listade i Catalogue of Life.